# 데비스 바스케스
데비스 에스티벤 바스케스 라치(스페인어: Devis Estiven Vásquez Llach, 1998년 5월 12일 ~ )는 콜롬비아의 축구 선수이다. 그의 포지션은 골키퍼로, 현재 이탈리아 세리에 A의 로마에서 활약하고 있다.

## 클럽 경력

### 과라니
2020년에 과라니에 입단한 바스케스는 2021년 2월 클루브 올림피아와의 경기에서 클루브 과라니 소속으로 리그 데뷔전을 치렀다. 그는 2021년 클라우수라 시즌 마지막 경기인 스포르티보 루케뇨와의 경기에서 페널티킥을 선방하였고, 바스케스는 2022년에 로사리오 센트랄로 임대된 가스파르 세르비오의 뒤를 이어 클루브 과라니의 주전 골키퍼가 되었다. 바스케스는 2022년에 과라니 소속으로 리그 경기와 코파 리베르타도레스에 모두 출전했다. 그의 이러한 기량으로 콜롬비아 축구 국가대표팀 감독이 2023년 1월 콜업을 고려했다. 바스케스의 좋은 기량을 보여준 경기는 클루브 리베르타드와 파라과이 컵 8강 경기에서 승부차기 선방으로 팀을 4강에 진출시켰다.

### 밀란
2023년 1월 3일, 바스케스는 세리에 A의 밀란과 3년 반 계약을 맺고 이적하였다.

#### 셰필드 웬즈데이 (임대)
2023년 8월 5일, 바스케스는 잉글랜드 EFL 챔피언십의 셰필드 웬즈데이로 2024년 6월 30일까지 임대되었다. 2023년 8월 8일, 그는 1-1로 비긴 후, 승부차기로 이긴 스톡포트 카운티와의 EFL컵 경기에서 셰필드 웬즈데이 소속으로 데뷔전을 치렀으며 두 번의 승부차기 선방으로 팀의 승리를 도왔다. 2024년 1월 18일, 그는 밀란이 불러들여 원소속팀으로 조기 임대 복귀했다.

#### 아스콜리 (임대)
2024년 1월 19일, 바스케스는 세리에 B의 아스콜리로 임대되었다.

## 국가대표팀 경력
바스케스는 2023년 3월 24일과 28일, 대한민국과 일본과의 친선 경기를 앞두고 콜롬비아 축구 국가대표팀에 차출되었다. 그는 2023년 9월 7일과 12일, 베네수엘라와 칠레와의 2026년 FIFA 월드컵 남미 지역 예선 경기를 앞두고 다시 한번 차출되었다.